# 上海浦江教育出版社
上海浦江教育出版社是位于中国上海的出版社，其前身是上海中医药大学出版社，由上海海事大学、上海中医药大学联合组建，上海市教育委员会主管。

## 历史
上海浦江教育出版社设总社和中医药分社，总社位于上海海事大学（上海浦东新区海港大道1550号），中医药分社位于上海中医药大学（上海浦东新区蔡伦路1200号），出版社现有员工近20名，现任社长：袁林新。出版社以海事海洋类图书和中医药类图书出版为特色，同时具有养生保健类图书和教辅读物出版资质。